# The Family Jewels
The Family Jewels is het debuutalbum van de Britse zangeres Marina Diamandis, onder haar voormalige artiestennaam 'Marina and the Diamonds'. Het album kwam uit op 15 februari 2010 en werd uitgegeven door 679 Artists en Atlantic Records. Thematisch omschreef Diamandis het album als 'een werk vooral geïnspireerd door de verleiding van commercialisering, moderne maatschappelijke waarden, familie en vrouwelijke seksualiteit'.
Diamandis' album piekte op nummer vijf in de UK Albums Chart en ruim 27.000 cd's werden in de eerste week verkocht. Verder bracht het album zes singles voort, waarvan 'Hollywood', 'I Am Not a Robot' en 'Oh No!' de Top 40 van het Verenigd Koninkrijk bereikten. Bovendien vertrok Diamandis in 2010 en 2011 op 'The Family Jewels Tour' door Australië, Europa en Noord-Amerika ter promotie van het album. 

## Achtergrond
In 2007 bracht Diamandis via haar MySpace zelfstandig haar eerste ep uit, genaamd Mermaid Vs. Sailor. Een jaar later werd ze door muziekscout Derek Davies opgemerkt en kreeg ze een contract bij Warner Music Group onder het label 679 Artists. De naam van het album verwijst naar een benaming voor teelballen, wat Diamandis uit schaamte voor haar familie pas in 2012 in een interview durfde te bekennen.

## Ep's
In juni 2009 verscheen de ep The Crown Jewels als 'voorbode' voor het album, waarmee Diamandis haar fans 'iets [wilde geven] dat ze konden kopen' na haar debuutsingle 'Obsessions'. De ep bevat drie liedjes, waarvan alleen 'Simplify' op geen enkele editie van het album The Family Jewels is verschenen.
In maart 2010 bracht Diamandis haar derde ep, The American Jewels, exclusief uit in de Verenigde Staten om het album te promoten, dat nog niet in Noord-Amerika was verschenen.

## Tracklist

### The Family Jewels(2010)
Credits zijn afkomstig van Spotify, Apple Music en Warner Music Japan.
| 1.                 | 'Are You Satisfied?' | Marina Diamandis                | Ash Howes, Liam Howe, Richard Stannard | 3:21 |
| 2.                 | 'Shampain'           | Diamandis, Howe, Pascal Gabriel | Howes, Howe, Gabriel, Stannard         | 3:11 |
| 3.                 | 'I Am Not a Robot'   | Diamandis                       | Howe                                   | 3:35 |
| 4.                 | 'Girls'              | Diamandis, Howe, Gabriel        | Howe, Gabriel                          | 3:28 |
| 5.                 | 'Mowgli's Road'      | Diamandis, Howe                 | Howe                                   | 3:12 |
| 6.                 | 'Obsessions'         | Diamandis                       | Howe                                   | 3:38 |
| 7.                 | 'Hollywood'          | Diamandis                       | Howes, Stannard, Starsmith             | 3:50 |
| 8.                 | 'The Outsider'       | Diamandis                       | Diamandis, Howe                        | 3:17 |
| 9.                 | 'Hermit the Frog'    | Diamandis                       | Diamandis, Howe                        | 3:35 |
| 10.                | 'Oh No!'             | Diamandis, Greg Kurstin         | Kurstin                                | 3:02 |
| 11.                | 'Rootless'           | Diamandis, Howe, Gabriel        | Gabriel                                | 3:28 |
| 12.                | 'Numb'               | Diamandis                       | Howe                                   | 4:16 |
| 13.                | 'Guilty'             | Diamandis, Stannard, Howes      | Howes, Stannard                        | 3:41 |
| Totale duur: 45:40 |                      |                                 |                                        |      |

| 14.                | 'The Family Jewels' | Diamandis | Diamandis | 4:05 |
| Totale duur: 49:45 |                     |           |           |      |

| 14.                | 'The Family Jewels'     | Diamandis | Diamandis | 4:05 |
| 15.                | 'Seventeen'             | Diamandis | Howe      | 3:05 |
| 16.                | 'Mowgli's Road' (video) |           |           | 3:02 |
| 17.                | 'Hollywood' (video)     |           |           | 3:25 |
| Totale duur: 59:17 |                         |           |           |      |

| 7.                 | 'Hollywood' (single-versie) | Diamandis                  | Howes, Stannard, Starsmith | 3:24 |
| 8.                 | 'The Outsider'              | Diamandis                  | Diamandis, Howe            | 3:17 |
| 9.                 | 'Guilty'                    | Diamandis, Stannard, Howes | Howes, Stannard            | 3:41 |
| 10.                | 'Hermit the Frog'           | Diamandis                  | Diamandis, Howe            | 3:35 |
| 11.                | 'Oh No!'                    | Diamandis, Greg Kurstin    | Kurstin                    | 3:02 |
| 12.                | 'Seventeen'                 | Diamandis                  | Howe                       | 3:05 |
| 13.                | 'Numb'                      | Diamandis                  | Howe                       | 4:16 |
| Totale duur: 44:53 |                             |                            |                            |      |

| 14.                | 'Rootless'                                             | Diamandis, Howe, Gabriel | Diamandis, Howe, Gabriel | 3:28 |
| 15.                | 'I Am Not a Robot' (Flex'd Rework) [Passion Pit Remix] | Diamandis                | Howe, Passion Pit        | 4:47 |
| 16.                | 'Obsessions' (Ocelot Remix)                            | Diamandis                | Howe, Ocelot             | 6:26 |
| 17.                | 'I Am Not a Robot' (Starsmith 24 Carat Remix)          | Diamandis                | Howe, Starsmith          | 5:18 |
| 18.                | 'Hollywood' (video)                                    |                          |                          | 3:25 |
| Totale duur: 64:57 |                                                        |                          |                          |      |

### The Crown Jewels(2009)
Credits zijn afkomstig van Spotify.
| 1.                | 'I Am Not a Robot' | Marina Diamandis | Liam Howe    | 4:22 |
| 2.                | 'Seventeen'        | Diamandis        | Howe         | 3:05 |
| 3.                | 'Simplify'         | Diamandis        | Martin Craft | 2:26 |
| Totale duur: 9:53 |                    |                  |              |      |

| 4.                 | 'I Am Not a Robot' (Starsmith 24 Carat Remix) | Diamandis | Howe, Starsmith | 5:18 |
| Totale duur: 15:11 |                                               |           |                 |      |

### The American Jewels(2010)
Credits zijn afkomstig van Spotify.
| 1.                 | 'I Am Not a Robot'                                     | Marina Diamandis | Liam Howe         | 3:32 |
| 2.                 | 'Mowgli's Road'                                        | Diamandis, Howe  | Howe              | 3:10 |
| 3.                 | 'I Am Not a Robot' (Flex'd Rework) [Passion Pit Remix] | Diamandis        | Howe, Passion Pit | 4:48 |
| Totale duur: 11:30 |                                                        |                  |                   |      |

## Verschijningsdata
| Land                | Datum            | Formaat/formaten   | Label(s)             |
| ------------------- | ---------------- | ------------------ | -------------------- |
| Ierland             | 15 februari 2010 | Cd, muziekdownload | 679 • Atlantic       |
| Verenigd Koninkrijk | 22 februari 2010 | Cd, muziekdownload | 679 • Atlantic       |
| Australië           | 26 februari 2010 | Cd, muziekdownload | Warner Music         |
| Frankrijk           | 1 maart 2010     | Cd, muziekdownload | Warner Music         |
| Nederland           | 19 maart 2010    | Cd, muziekdownload | Warner Music         |
| Japan               | 21 april 2010    | Cd, muziekdownload | Warner Music         |
| Duitsland           | 14 mei 2010      | Cd, muziekdownload | Warner Music         |
| Canada              | 25 mei 2010      | Cd, muziekdownload | Chop Shop • Atlantic |
| Verenigde Staten    | 25 mei 2010      | Cd, muziekdownload | Chop Shop • Atlantic |
| Verenigde Staten    | 15 juni 2010     | Lp                 | Chop Shop • Atlantic |